# شانون، کبک
شانون (به فرانسوی: Shannon) شهری در منطقه شهری لا ژاک-کارتیه ناحیه کاپیتل-ناسیونال در استان کبک کانادا است. در سرشماری سال ۲۰۱۱ این شهر ۴٬۱۵۹ نفر جمعیت داشته‌است و مساحت آن ۶۱٫۷۹ کیلومتر مربع است.